# レイチェル・スウィート
レイチェル・スウィート（Rachel Sweet, 1962年7月28日 - ）は、アメリカ合衆国の歌手、女優（主にコメディ）。
歌手デビュー当時、彼女自ら「私の声はドリー・パートンとジャニス・ジョプリンが交雑していると思う」と表現した。

## 経歴
オハイオ州アクロンで生まれた。5歳よりステージに立ち、8歳でコマーシャルの世界へ。9歳からプロとして歌っており注目される。
12歳でデビュー。14歳の時に出した「We Live In Two Different World」が米カントリー・チャートで96位になるなど当初はカントリー・ミュージックの歌手として活動。
1978年、16歳の時にイギリスのスティッフ・レコードと契約してロックンロールのアイドル・シンガーとして歌手デビューする。アルバム『フール・アラウンド』は大成功であったが、シングル「B-A-B-Y」（オリジナルはカーラ・トーマスで1966年に14位）はヒットしなかった。

## ディスコグラフィ

### アルバム
- フール・アラウンド (Fool Around)
1978年、エルヴィス・コステロ自ら楽曲「ストレンジャー・イン・ザ・ハウス」を提供する。
- 汚れなき憧れ (Protect The Innocent)
1980年
- レイチェル・スウィート (...And Then He Kissed Me)
1981年シングル・カットされた「エヴァーラスティング・ラヴ」(Everlasting Love)レックス・スミスとのデュエット（UKチャート・トップ40入り）でヒットを生んだ。原曲は1968年、ラヴ・アフェアー(love affair)の曲。2003年ジェイミー・カラムもこの曲をカバーしている。

### シングル
- B-A-B-Y
- アイ・ゴー・トゥ・ピーセズ (I Go To Pieces)
- スペルバウンド (Spellbound)
- Hairspray